# Veletiny-Stará Hora

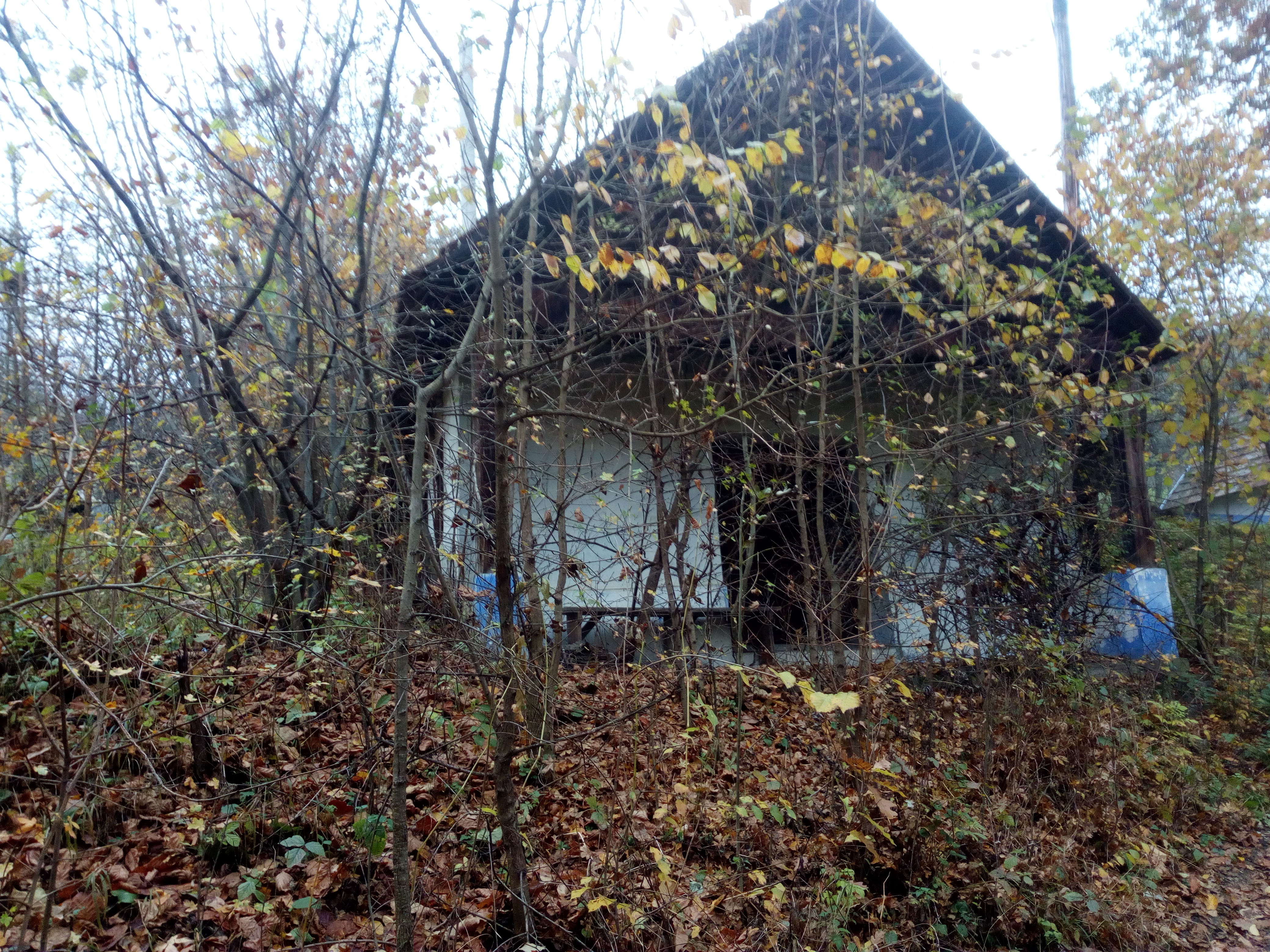
Zchátralá veletinská búda

Veletiny-Stará Hora (Veletinské nebo Velecké búdy) jsou vesnickou památkovou rezervací, tvořenou skupinou vinohradnických staveb na jižním okraji obce Veletiny, směrem k Vlčnovu, v okrese Uherské Hradiště. U slovácké vesnice středověkého původu byly hliněné a zděné lisovny vína zvané búdy postaveny v 18.–20. století. Na území stojí v současnosti[kdy?] 18 vinohradnických staveb (búd),[zdroj?] z toho 16 je chráněno jako nemovitá kulturní památka. Památková rezervace zde byla vyhlášena nařízením vlády č. 127/1995 Sb. ze dne 24. května 1995 s účinností od 25. července 1995. V současnosti památkově chráněný areál chátrá, a to jak stavby, tak unikátní vysokokmenné sady.[zdroj?] Několik búd ovšem bylo zrekonstruováno.[zdroj?]
Rozsah území rezervace Stará Hora ve Veletinách vymezuje hranice, která na severozápadě začíná na silnici p. č. 2734 u hranice p. č. 1072/2, pokračuje podél p. č. 1072/1 a 1073, na jihovýchodě je totožná s jižní hranicí vinohradu p. č. 971, protíná p. č. 870/2 a 867, dále pokračuje po jihozápadní hranici p. č. 772 až k cestě p. č. 2733, překračuje ji, obíhá p. č. 779, na jihozápadě je totožná se severovýchodní hranicí p. č. 643, 1098/2, na západě pokračuje podél p. č. 1096/1 a podél silnice p. č. 2734 až k výchozímu bodu.